# Artur Poplawski
Artur Popławski (Varsòvia, 1860 – 1918) fou un enginyer i jugador d'escacs polonès.

## Biografia
Va començar els seus estudis a la Universitat Imperial de Varsòvia (en rus) el 1879, i va anar a la ETH Zürich (Eidgenössische Technische Hochschule Zürich) el 1884. Va retornar a Varsòvia a principis dels 1890, per treballar com a enginyer.

## Resultats destacats en competició
El 1883/84, fou 2n, rere Józef Żabiński, al Campionat d'escacs de la ciutat de Varsòvia, puntuant 19/22. A Suïssa, Poplawski va classificar-se en 1r lloc dos cops seguits (amb Max Pestalozzi) al Campionat d'escacs de Suïssa a Zúric 1889 i a Winterthur 1890.